# Eszter Szabó-Feltóthy
Eszter Szabó-Feltóthy, född 4 januari 2002 i Budapest, är en ungersk simmare.

## Karriär
Vid EM 2024 i Belgrad tog Szabó-Feltóthy brons på 200 meter ryggsim.